# Amanda Jenssen
Jenny Amanda Katarina Jenssen/jɛnsɛn/ (12 de setembro de 1988), conhecida profissionalmente como Amanda Jenssen, é uma cantora e compositora sueca que ganhou destaque como a vice-campeã da versão sueca de Ídolos, em 2007. Seu primeiro álbum, Killing My Darlings (2008), tornou-se um dos álbuns mais vendidos daquele ano na Suécia, chegando ao número 1 na parada de álbuns sueca. Ela também teve sucesso com seus singles de música, com sete colocações individuais na parada de singles sueca.
Em novembro de 2012, ela lançou o álbum Hymns for the Haunted, que alcançou o status de disco de ouro na Suécia. Em 2015 lançou seu primeiro álbum em sueco, Sånger från ön.

## Vida pregressa
Jenssen nasceu em Lund, Suécia, em 1988. Ela expressou interesse pela música ainda jovem, e quando adolescente foi a vocalista principal das bandas Oh Hollie Neverdays e Amanda and the Papas, que fizeram covers de músicas clássicas. Oh Hollie Neverdays compôs canções originais (Jenssen e o guitarrista, Viktor Rinneby). Em maio de 2007 o grupo ganhou o concurso sueco "Musik Direkt" e o prêmio foi uma turnê na Gâmbia.

## Carreira

### Experiência emÍdolos
Jenssen entrou no programa de talentos Idol 2007 na TV4, logo se tornando um dos favoritos após algumas atuações fortes. No final, ela terminou em segundo lugar no final depois de enfrentar Marie Picasso em 7 de dezembro de 2007 na Globen Arena em Estocolmo. Jenssen perdeu para Marie Picasso, mas recebeu 48,7% dos votos.

#### Performancesde ídolos
- "That's Alright Mama" (Arthur Crudup)
- "Dream a Little Dream"
- "Look What They've Done to My Song" (Melanie Safka)
- "Tainted Love" (Soft Cell)
- "Don't Hate on Me"
- "Born to Run" (Bruce Springsteen)
- "Baby Can I Hold You" (Tracy Chapman)
- "Disco Inferno" (The Trammps)
- "Suspicious Minds" (Mark James/Elvis Presley)
- "Just a Girl" (No Doubt)
- "You Really Got Me" (Ray Davies; The Kinks)
- "No One" (Alicia Keys)
- "Hallelujah" (Leonard Cohen)